# Surface Festival

Das Logo des Wettbewerbs 2012

Das Surface Festival ist ein internationaler Musikwettbewerb, der in Spanien, Deutschland und hauptsächlich im Vereinigten Königreich stattfindet. Die Locations des Wettbewerbs sind in London, Glasgow, Cardiff, Birmingham, Manchester, Bristol, Swansea, Berlin, Barcelona und Sevilla. Das Surface Festival ist vergleichbar mit Emergenza und dem Austrian Band Contest.

## Wettbewerbsstruktur
Der Wettbewerb besteht aus 5 Runden. Die ersten beiden Runden treten jeweils 7 Bands bzw. Solokünstler in den verschiedenen Veranstaltungsorten an, wovon jeweils 4 Gruppen bzw. Solo-Musiker in die nächste Runde gewählt werden (siehe Abschnitt Bewertungssystem). Die dritte Runde, im Rahmen des Wettbewerbs auch „Halbfinal-Showcase“ genannt, treten die qualifizierten Musiker erneut gegeneinander an und werden dabei von der Surface-Jury beobachtet. Die Künstler mit den meisten Punkten erreichen die nächste Runde, die „Regional-Showcase“. Im Regional-Showcase werden die Musiker von einer unabhängigen Fachjury bewertet. Für die Bewertung der Teilnehmer wurde ein Punktesystem, das ab dem Regional-Showcase angewandt wird. Im „International-Showcase“, dem Finale des Wettbewerbs, treten insgesamt 21 Musiker an. Diese werden aus den Regional-Showcases ermittelt. Gewinner ist die Band bzw. der Solo-Musiker (die Solo-Musikerin) mit den meisten Stimmen. Auch im internationalen Showcase werden alle teilnehmenden Künstler von einer unabhängigen Fachjury bewertet.

## Bewertungssystem
Bewertet werden die teilnehmenden Künstler durch mehrere Verfahren, die unterschiedlich gewichtet sind. Möglich sind Abstimmungen per SMS (ein Punkt), durch das Publikum (5 Punkte), durch andere teilnehmende Künstler (20 Punkte) und durch Vertreter der Musikindustrie (30 Punkte). In den ersten beiden Runden werden die Teilnehmer von keiner Jury bewertet. Von jeweils 7 teilnehmenden Musiker kommen, die vier Teilnehmer weiter mit den höchsten Punktzahlen. Diese werden ab der dritten Runde von einer Fachjury betrachtet.
Ab der dritten Runde zählt die Stimme der Jury in dreifacher Wertung gegenüber der SMS-Abstimmung. Die Jury in den jeweiligen Showcases besteht aus drei unabhängigen Personen der Musikindustrie, die jeweils 25 Prozent zur Endnote beitragen. Die Wertungen der Richter werden in Punkte umgewandelt. Die höchste Punktzahl, die ein Richter vergeben kann, sind 22 Punkte, die niedrigste ein Punkt. Auch die SMS-Stimmen werden in Punkte umgewandelt, wobei auch hier maximal 22 Punkte vergeben werden können. Damit ergibt sich, dass die Teilnehmer maximal 88 Punkte erreichen können. Bei einem Gleichstand im SMS-Voting erhalten die Gruppen je nach Platzierung Extrapunkte. Sollte es bei der Endwertung zu einer Punktgleichheit kommen, so entscheidet der Oberrichter über das Endergebnis.
Im internationalen Showcase ist die öffentliche Abstimmung nur per SMS möglich. Die SMS-Abstimmungsnummern werden auf der Homepage des Wettbewerbs, auf einem Line-Up-Blatt am Veranstaltungsort und vom Moderator während der Show bekanntgegeben.
Die Anzahl der Künstler in jeder Region ist abhängig von der Anzahl der teilnehmenden Künstler in der jeweiligen Region in der Festival-Nacht. Da es sich bei dem gesamten Wettbewerb um Live-Shows handelt, kann es vorkommen, dass das Wahlsystem geändert werden kann. Änderungen werden vor jedem Auftritt mit den Teilnehmern abgesprochen.

## Gewinne
Die Sieger des Wettbewerbs haben jährlich die Chance einen Gewinn im Wert von über 100.000 Euro zu machen. 2012 kann der Gewinner einen Slot auf dem Sziget-Festival (Anreise und Unterkunft inbegriffen) und dem Guitar Nation in Birmingham zu gewinnen. Des Weiteren gehört zu den Gewinnen ein eintägiger Videodreh von Creative Junkie Media, eine Ausrüstung von Marshall Amplification und Ashdown, eine viertägige UK-Tour (drei Konzerte), einen Vertrag zum digitalen Vertrieb von Veröffentlichungen bei Digital Zimbalam, eine Ein-Track-Single, ein UK-Radio-Paket, Verkaufsförderung und ein Online-Banner-Marketing-Paket jeweils von Believe Digital.

## Teilnahmebedingungen
Die Musiker müssen am Tag des Festivalbeginns mindestens 16 Jahre oder älter sein. Derzeit können Musiker aus ganz Großbritannien, Barcelona und Berlin anmelden. Das Genre der Musiker ist unwichtig, da die Künstler aus allen Musikrichtungen teilnehmen dürfen. Die Künstler können sich nur über ein Bewerbungsformular anmelden, das im Festival-Webauftritt zu finden ist.
Das Surface Festival hat jährlich 15.000 Bewerbungen aus ganz Europa. Der Einsendeschluss für die Bewerbungen ist jeweils der 31. Dezember. Die Daten der Musiker werden nicht an Dritte weitergeleitet. Teilnehmer dürfen während des gesamten Festivals keine Coversongs vortragen. Die Instrumente werden vom Veranstalter gestellt, Schlagzeugern ist es jedoch erlaubt, eigene Snare-Drums und Fußmaschinen zu verwenden.
Für einen Auftritt auf dem Festival muss eine einmalige Kaution in Höhe von 50 Euro bezahlt werden. Am ersten Festivaltag können die Teilnehmer die Kaution zurückerhalten, wenn mindestens 25 Eintrittskarten verkauft werden. Die Teilnehmer werden an den Einnahmen während des gesamten Festivals beteiligt. Die Teilnehmer müssen für nicht verkaufte Tickets nicht haften. Die Teilnehmer müssen die Eintrittskarten nicht im Voraus bezahlen.

## Jury-Mitglieder
Die Jury besteht aus Vertretern der internationalen Musikindustrie. Zu den Jury-Mitgliedern zählten bereits Phil Burt (Bristol Institute of Modern Music), Leah Webb (EMI Publishing), Phil Legg (Futureproof Records), Alex Parker (Kerrang! Radio Unsigned Show), Universal Records, Mercury Records, Polydor Records, Geffen Records, MTV2, Ed Lewis (Warner Music), Brad Barrett (NME), Ian Parker (The Hollies) und Dan Broad (Happy Mondays).

## Sponsoren
Gesponsert wird das Surface Festival von Last.fm, Sziget, Marshall Amplification, Ibanez und diverse weitere Unternehmen aus der Musikbranche.